# Имшенецкий, Александр Александрович
Александр Александрович Имшенецкий (26 декабря 1904 (8 января 1905), Киев — 1 августа 1992, Москва) — советский микробиолог, академик АН СССР (1962; член-корр. 1946). Герой Социалистического Труда (1975).

## Биография
Окончил медицинский факультет Воронежского государственного университета (1926). С 1930 в Институте микробиологии АН СССР (в 1949—1984 — директор).
Основные труды по морфологии, экологической физиологии микроорганизмов, их роли в круговороте веществ в природе. Установил отличие ядерного аппарата бактерий от клеточных ядер высших организмов. Показал, что термофильные бактерии размножаются быстрее мезофильных и обладают ферментами, сохраняющими активность при 90 °С. Доказал (1954) возможность окисления аммиака бесклеточными препаратами из клеток нитрифицирующих бактерий. Исследуя разложение целлюлозы микроорганизмами, установил, что в аэробных условиях целлюлоза разлагается преимущественно миксобактериями. Изучал закономерности изменчивости микроорганизмов под влиянием мутагенов и физиологию образующихся мутантов, в том числе представляющих практический интерес. Получил полиплоидные культуры дрожжей Candida и некоторых бактерий. Исследовал ферменты микроорганизмов, в том числе фибринолитические (растворяющие тромбы) и холестериноксидазу.
Автор работ по космической биологии (действие высокого вакуума и радиации на земные микроорганизмы, методы обнаружения жизни вне Земли и микробиологического анализа метеоритов).
Похоронен на Введенском кладбище (3 уч.).

## Награды, премии и звания
- Герой Социалистического Труда (20.01.1975)
- 2 ордена Ленина (19.09.1953; 20.01.1975)
- 2 ордена Трудового Красного Знамени (10.06.1945; 07.01.1965)
- орден Дружбы народов (07.01.1985)
- медали
- Медаль Л. Пастера (1955)
- иностранный член Болгарской АН (1969)

## Научные труды
- Строение бактерий, М.—Л.: Изд-во АН СССР, 1940;
- Микробиологические процессы при высоких температурах, М.—Л., 1944;
- Отбор активных рас Penicilium. М.: Изд-во АН СССР, 1951;
- Микробиология целлюлозы, М., 1953;
- Экспериментальная изменчивость микроорганизмов, М., 1956;
- Возможность существования и методы обнаружения жизни вне Земли // Проблемы космической биологии. Т. 1. М.: Изд-во АН СССР, 1962. С. 137—144;
- Метеориты и проблемы существования внеземной жизни // Вестник АН СССР. 1966. № 1;
- Метод микробиологического анализа метеоритов, исключающий возможность загрязнения проб посторонней микрофлорой // Микробиология. 1966. Т. 35. Вып. 3. С. 517—523. (в соавт. с Абызовым С. С.);
- О микробиологических исследованиях метеоритов // Внеземная жизнь и методы её обнаружения. М., 1969. (в соавт. с Абызовым С. С.).